# Scipione Lacorcia
Scipione Lacorcia   (Nàpols, 1585 - 1620) fou un compositor napolità de madrigals.
Les dades biogràfiques de Lacorcia són gairebé inexistents. A part de la seva activitat del 1590 al 1620, que va culminar amb el seu tercer llibre de madrigals a 5 veus, se sap poc.
El llibre II està dedicat a Alessandro Miroballo, marchese di Bracigliano. El llibre III, de l'1 d'octubre de 1620, està prologat amb una humil dedicació plebea al seu senyoriu Francesco Filomarino (1600–1678), principe della Rocca. El llibre III també inclou dos madrigals "convidats" del noble "Ettore de la Marra (ca. 1570–1634) signore di Baiano e Castelfranco", que com Filomarino i el madrigalista aficionat Scipione Dentice formaven part de les cinc famílies seggio Capuana que van participar al govern de la ciutat. Ettore de la Marra també va ser llaütista i guitarrista de l'"Accademia de Carlo Gesualdo" i té dos madrigals supervivents a la col·lecció "Teatro de Madrigali". (Gargano i Nucci, Nàpols 1609). Els poemes del llibre III de Lacorcia són principalment anònims, potser indiquen que poden ser de poetes aristocràtics locals.
Lacorcia és considerat un dels madrigalistes més influenciats per Carlo Gesualdo, juntament amb Francesco Genuino, Crescenzio Salzilli, Agostino Agresta, Giuseppe Palazzotto Tagliavia, Antonio de Metrio i Giacomo Tropea.
El nom de Lacorcia apareix en una llista de madrigalistes impresos, al sobre d'una carta d'Heinrich Schütz a Venècia, el 23 d'abril de 1632, a Philip Hainhofer a Dresden, però no a la lletra de Schutz.

## Obres
- Madrigali Llibre I a 5, - perdut
- Madrigali Libro II a 5, Carlino, Nàpols 1616, sobreviu complet.
- Madrigali Libro III a 5, Vitale, Nàpols 1620, sobreviu complet.

## Enregistraments
- Musica Vulcanica Enregistrament complet del llibre III, juntament amb els 4 madrigals supervivents d'Ettore de la Marra, amb peces instrumentals interpretades en un cèmbal universal cromàtic reconstruït per Ascanio Mayone, Giovanni de Macque i Gesualdo. "Gesualdo Consort Amsterdam", dir. Harry van der Kamp. Sony Vivarte. 2006